# Диалог (организация)
Автономная некоммерческая организация «Диалог» (АНО «Диалог») — российская пропагандистская организация, подконтрольная правительству Москвы. Генеральный директор – Владимир Григорьевич Табак.
Согласно расследованию изданий The Bell, Медуза и Важные истории, организация занимается прокремлёвской пропагандой, формированием повестки для ответов на инфоповоды, курированием информационных ресурсов, таких как публичные страницы региональных органов власти и популярные telegram-каналы (в частности Readovka), а также занимается распространением фейков, связанных с вторжением российских войск в Украину.
В 2022 году Минцифры РФ выделил «АНО Диалог» и её дочерней организации «Диалог регионы» 1,8 и 6,5 млрд рублей соответственно. На конец 2022 года в региональном отделении организации работало более 2,5 тысяч человек.

## История
В ноябре 2019 года департаментом информационных технологий Москвы по распоряжению правительства Москвы учредил автономную некоммерческую организацию по развитию цифровых проектов в сфере общественных связей и коммуникаций «Диалог» как центр мониторинга и аналитики эффективности обратной связи с жителями города. В рамках национальной программы «Цифровая экономика Российской Федерации до 2024 года» 1 марта 2020 года президент России Владимир Путин поручил обеспечить ежегодным финансированием АНО «Диалог» с целью создания на основании опыта Московской области до 1 декабря 2020 года и дальнейшей работы Центров управления регионом во всех субъектах РФ, предназначенных для коммуникации власти и граждан. В июле 2020 года АНО «Диалог» учредила новую организацию АНО «Диалог Регионы», которая занялась внедрением Центров управления регионами. Генеральный директор АНО «Диалог» Алексей Гореславский возглавил и АНО «Диалог Регионы». Организации функционируют под единым брендом «Диалог». К 1 декабря 2020 года Центры управления регионами были созданы во всех субъектах федерации.
Летом 2020-го для работы с регионами учредили структуру «Диалог регионы» (именно она отвечает за создание ЦУРов). По состоянию на 2022 год в этой организации работало больше 2,5 тысяч человек, а на её деятельность из бюджета министерства цифрового развития перечислили 6,5 млрд руб (сама АНО «Диалог» в 2022-м получила 1,8). В общей сложности до 2024 года на «Диалог регионы» планируют выделить около 24 млрд руб.

## Позиционирование
По заявлениям властей основными направлениями деятельности «Диалога» являются: функционирование ЦУР, обратная связь власти с населением, аналитика, онлайн-социология, образовательные проекты в направлении интернет-коммуникаций, антикризисные коммуникации и повышение качества работы органов государственной власти в интернете.
Информационный центр по мониторингу ситуации с коронавирусом (ИЦК)
В марте 2020 года «Диалогом» был развернут Информационный центр по мониторингу ситуации с коронавирусом (ИЦК):на основе данных о санитарно-эпидемиологической обстановке в регионах, ИЦК информирует граждан, а также доносит до органов власти обращения и проблемы, возникающие на фоне пандемии.
Центры управления регионами (ЦУР)
ЦУР — это центр мониторинга, в который поступают и отрабатываются собранные в интернете вопросы жителей по всем направлениям, связанным с жизнью региона. Кроме того, ЦУР создаёт аналитические материалы о ситуации в регионе и вырабатывает предложения по развитию. Данные собираются по трем разным направлениям: обратная связь от граждан, информация из региональных координационных и ситуационных центров, а также из различных социально-экономических материалов.
Планируется, что в 2022 году 50 % управленческих решений в регионах будут приниматься на основе данных ЦУР. Также ЦУР стали площадками для проведения прямых линий губернаторов с жителями, в ходе которых обсуждаются конкретные проблемы каждого субъекта. К октябрю 2021 года почти 70 % прямых линий губернаторов (36 из 51 глав субъектов РФ) были проведены с активным участием ЦУР.
Муниципальные центры управления (МЦУ)
C 2019 года в Московской области открыты 64 муниципальных центра управления регионом (МЦУР). С 2021 года «Диалог» работает над созданием единых пунктов мониторинга обращений граждан — Муниципальных центров управления (МЦУ). На 2021 год 55 муниципальных образований в регионах России так или иначе проводили работу по направлениям деятельности ЦУР и 64 МЦУ действовали в Московской области.
Система «Инцидент Менеджмент»
«Диалог» совместно «Медиалогией» внедрили систему мониторинга и реагирования на комментарии и публикации в социальных сетях «Инцидент Менеджмент». Система выстроена таким образом, что все сообщения о социально-бытовых проблемах, адресованные напрямую органу власти или другому пользователю, автоматически фиксируются, а затем перенаправляются для обработки в профильные ведомства. После чего пользователь получает ответ на вопрос в комментариях к своему обращению в социальных сетях. Система обрабатывает около 5 млн обращений граждан в год.
Рейтинги
«Диалог» анализирует качество работы органов исполнительной власти в интернете, а также рейтингует федеральные и региональные органы исполнительной власти по эффективности их работы в интернете. В 2021 году опубликованы рейтинг регионов по качеству обратной связи, рейтинг личных страниц глав регионов в соцсетях и рейтинг официальных пабликов. Также рейтингуется работа Центров управления регионами в системе «Инцидент Менеджмент».
Образовательная программа «Цифровые медиакоммуникации в современном мире»
В 2020 году «Диалог» совместно с МГУ имени М. В. Ломоносова запустил образовательную программу «Цифровые медиакоммуникации в современном мире». Цель программы — обучение представителей власти работе с digital-инструментами в области информационной политики и работы в новых медиа. Первые 100 выпускников программы закончили обучение в июне 2021 года, второй поток стартовал в октябре 2021.
Конкурс «Лидеры интернет-коммуникаций»
В 2021 году «Диалог» при поддержке АНО «Россия — страна возможностей» организовал конкурс «Лидеры интернет-коммуникаций», направленный на формирование кадрового резерва специалистов в области интернет-коммуникаций. Заявки подали более 13 тысяч человек из всех регионов России. На очном финале в Москве были определены 52 победителя.
Образовательная программа «Мастерская новых медиа»
Осенью 2021 года «Диалог» и платформа «Россия — страна возможностей» запустили программу подготовки специалистов для работы в новых медиа «Мастерская новых медиа». В качестве участников «Мастерской» были отобраны около 75 человек, работающих в сфере блогерства, СМИ и интернет-коммуникаций. «Мастерами» программы выступили редакционный директор «Ньюс медиа» Арам Габрелянов, главред телеканал RT Маргарита Симоньян, телеведущий Владимир Соловьёв.
«Диалог Эксперт»
«Диалог» разработал образовательную онлайн-платформу для повышения квалификации представителей власти в области интернет-коммуникаций «Диалог Эксперт». Основные направления обучения совпадают с ключевой экспертизой «Диалога»: мониторинг и аналитика интернет-пространства, обратная связь, работа в системе «Инцидент Менеджмент», информационные кампании, работа в соцсетях, онлайн-социология, контент и продвижение, таргетинг и soft skills, необходимые для работы в digital-среде. Осенью 2021 года на платформе обучалось уже более 5,5 тыс. пользователей.
Меморандум о противодействии фейкам
В октябре 2021 года «Диалог» в числе крупных интернет-площадок и СМИ подписал «Меморандум о противодействии фейкам», который предусматривает выработку единых правил верификации и маркировки недостоверной информации, а также формирование лучших практик проверки достоверности публикаций. «Диалог» выступил в роли фактчекера, задача которого — обеспечение оперативной связи с органами исполнительной власти для проверки профильной информации на федеральном и региональном уровнях.
Цифровые продукты для государственных структур
«Диалог» разрабатывает чат-боты для органов исполнительной власти, которые помогают обрабатывать запросы граждан и отвечать на наиболее частые вопросы. Так, «Диалог» разработал чат-боты для Министерства просвещения РФ, Федеральной таможенной службы и чат-бот по вопросам вакцинации для стопкоронавирус.рф. Кроме того, в октябре 2021 года в 10 регионах России запустились разработанные «Диалогом» чат-боты обратной связи с властями в Viber и Telegram.
Также «Диалог» выступил оператором раздела «Жизненные ситуации: финансовое мошенничество» на портале «Госуслуги». Сервис информирует о правилах финансовой безопасности в онлайн-среде: как противостоять телефонным и кибермошенникам, описывает механизм действия в интернете финансовых пирамид и других мошеннических схем на рынке инвестиций.
Для информирования о действующих ограничениях из-за пандемии COVID-19 «Диалог» совместно с АНО «Национальные приоритеты» запустил интерактивную карту о ситуации с COVID-19 в регионах. Карта отображает актуальные данные о временных ограничительных мерах, а также количестве заболевших, выздоровевших и умерших от коронавируса в каждом субъекте.
Индекс готовности к цифровизации
На Восточном экономическом форуме (ВЭФ) в сентябре 2021 года «Диалог» представил Индекс готовности граждан к цифровизации и его методику. Среди прочего Индекс позволяет оценить уровень доверия граждан к коммуникации с государством с помощью цифровых средств в разных странах. Россия занимает 27-е место в рейтинге стран по уровню цифровизации, на первом месте Япония и Эстония с 77 пунктами рейтинга.

## Санкции
28 июля 2023 года АНО «Диалог» включена в санкционный список стран Евросоюза за распространение дезинформации и пропаганды в поддержку войны России против Украины.

АНО «Диалог» занимается распространением пропаганды в Интернете о незаконно аннексированных территориях Украины. АНО «Диалог» даёт указания для Telegram-канала Readovka, который публикует дезинформацию об агрессивной войне против Украины с целью поддержки кремлёвской пропаганды. АНО «Диалог» связана с популярным фактчекинговым Telegram-каналом «Война с фейками», который ведёт руководитель направления по развитию стратегических направлений АНО «Диалог» Тимофей Васильев, распространяющий фейковые новости и пропаганду агрессивной войны России против Украины. — «Официальный журнал Европейского союза», Брюссель, 28 июля 2023 года
4 сентября 2024 года АНО «Диалог» и его руководитель Владимир Табак были включены в санкционный список США за «зловредное влияние» на президентские выборы 2024 года. По данным американских властей, АНО «Диалог» занимался разработкой искусственного интеллекта для продвижения дезинформаций, связанной с выборами:
АНО «Диалог» связана с «Doppelgänger» — выявленной в 2022 году сетью операций влияния, имеющую связь с Россией, которая использовала дипфейки для создания российских дезинформационных кампаний... В июле 2022 года АНО «Диалог» и Табак оказывали российскому правительству услуги, работая над проектом по созданию постов в социальных сетях и дезинформационных сайтах связанных с Doppelgänger: «RRN» и «Война с фейками»Министерство финансов США
По аналогичным основаниям АНО «Диалог» включена в санкционные списки Швейцарии, Канады и Австралии

## Руководство
Генеральным директором АНО «Диалог» и АНО «Диалог Регионы» с февраля 2020 по конец ноября 2021 был Алексей Гореславский, в прошлом заместитель начальника управления Администрации Президента РФ по общественным проектам. С его переходом на должность генерального директора АНО «Институт развития интернета» организацию возглавил Владимир Григорьевич Табак, экс-руководитель Федерального информационного центра по мониторингу ситуации с коронавирусом и заместитель Гореславского.

## Оценки
Организация имела репутацию провластной, отметилась рекламой поправок к Конституции и мобилизации 2022 года, а также разработкой темников для провластных СМИ (публичным стал случай с Readovka). Согласно оценкам Медузы, «Диалог» «отвечает за ведение аккаунтов многих госорганов в соцсетях, а также пиар Минобороны РФ и создание фейков про Украину».